# Ogrodniki (powiat węgrowski)
Ogrodniki – wieś w Polsce położona w województwie mazowieckim, w powiecie węgrowskim, w gminie Łochów. Ma status sołectwa.
Przez miejscowość przebiega droga krajowa nr 50.
W latach 1975–1998 miejscowość należała administracyjnie do województwa siedleckiego.
Wieś jest siedzibą rzymskokatolickiej parafii Chrystusa Króla w Ogrodnikach.